# تریومف ترایدنت
تریومف ترایدنت (به انگلیسی: Triumph Trident) یک موتورسیکلت سه‌سیلندر با حجم ۷۵۰ سی‌سی و ۹۰۰ سی‌سی است. این محصول از سال ۱۹۹۱ تا ۱۹۹۸ در هینکلی، لسترشر، انگلستان، توسط موتورسیکلت تریومف تولید می‌شد.

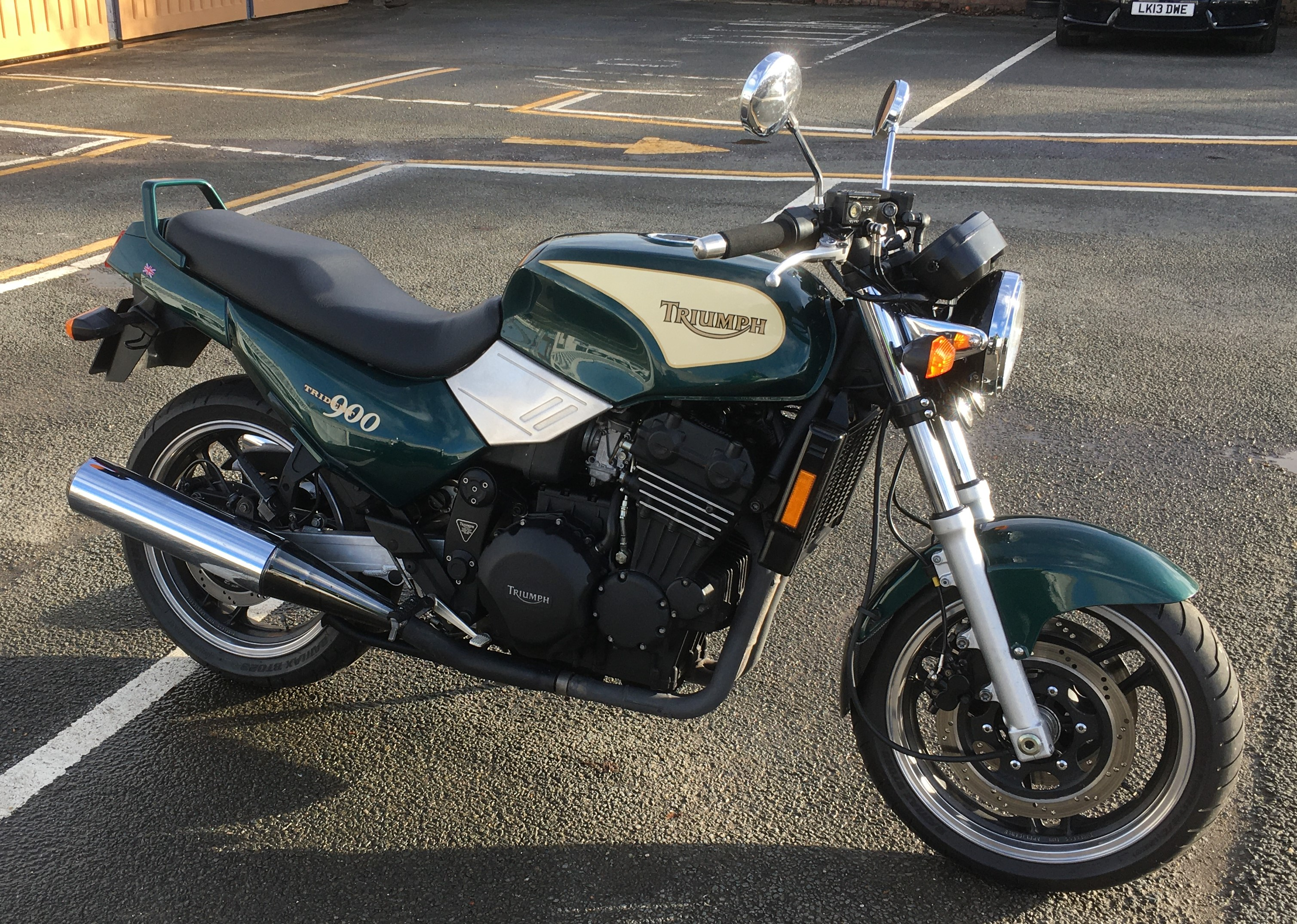
ترایدنت ۹۰۰